# Charles Michel
Charles Yves Jean Ghislaine Michel (výslovnost: [ʃaʁl mi.ʃɛl]IPA; * 21. prosince 1975 Namur) je belgický politik, který mezi lety 2019 a 2024 působil jako předseda Evropské rady. V letech 2014–2019 zastával úřad předsedy vlády Belgie, jakožto nejmladší premiér od roku 1840 a první frankofonní liberál v čele kabinetu od roku 1938.
Mezi roky 2011–2014 a opět v roce 2019 vedl liberálně orientované Reformního hnutí. Mezi lety 2007–2011 zastával úřad ministra rozvojové spolupráce ve čtyřech vládách. Otec Louis Michel je také belgický politik, bývalý eurokomisař a ministr zahraničí.

## Mládí
Vystudoval právo na Svobodné univerzitě v Bruselu a Amsterdamské univerzitě. Následně se stal bruselským právníkem.
Od roku 1983 působil jeho otec Louis Michel ve valonském Jodoigne jako starosta. Politickou dráhu zde zahájil v šestnácti letech, když vstoupil k Mladým liberálům v Jodoigne (Jeunes Réformateurs Libéraux de Jodoigne). V roce 1994 byl zvolen do provinčního zastupitelstva ve Valonském Brabantu.

## Politická kariéra
Ve všeobecných volbách 1999 byl zvolen za obvod Valonský Brabant do dolní komory parlamentu (Komory zástupců), když kandidoval za Mouvement réformateur.
V roce 2000 byl jmenován ministrem vnitřních záležitostí valonské vlády. Při nástupu do úřadu se jako 25letý stal nejmladším ministrem v historii Belgie.
Na místní úrovni zasedal od roku 2000 v radě města Wavre a o šest let později byl zvolen starostou.
Od prosince 2007 sloužil jako ministr vnitřního rozvoje ve třetím kabinetu Guye Verhofstadta a na stejné pozici také v dalších vládách Yvese Leterma, Hermana Van Rompuye a druhém Letermově kabinetu.
V roce 2009 sdělil, že je šokovaný prohlášením papeže Benedikta XVI., tvrdícího, že kondomy zhoršují epidemii AIDS. Tento výrok označil za „ohromující, skandální a navíc nezodpovědný“.

### Předseda reformistů
Poté, co strana utrpěla porážku v červnových regionálních volbách 2009, stal se jedním z členů a rivalů, kteří požadovali odstoupení předsedy Didiera Reynderse. K tomuto kroku došlo až po další prohře Reformního hnutí v parlamentních volbách 2010, v nichž subjekt ztratil pět mandátů. Následně začal být zmiňován v souvislosti s kandidaturou do čela reformistů. Předsedou byl zvolen v lednu 2011. Aby se plně věnoval výkonu nové funkce, rezignoval na ministerské křeslo.

### Předseda vlády
Po všeobecných volbách v květnu 2014 jej panovník na základě výsledků určil jedním ze dvou tzv. „formaterů“ (formateur), osob pověřených vedením rozhovorů o sestavení nového kabinetu. Druhým se stal flanderský premiér Kris Peeters ze čtvrté v pořadí Křesťanskodemokratické a vlámské strany. Reformní hnutí skončilo na třetí příčce.
Na belgické poměry v relativně krátkém období se podařilo složit novou čtyřkoaliční vládu tvořenou na půdorysu vítězné nacionalistické Nové vlámské aliance vedené Bartem de Weverem, Křesťanskodemokratické a vlámské strany, a liberálních subjektů Open VLD i Reformního hnutí. Předpokládaná většina v jednokomorém parlamentu činila 85 ze 150 poslanců. Do opozice tak přešli dosud vládnoucí socialisté Elia Di Rupa, kteří skončili druzí.

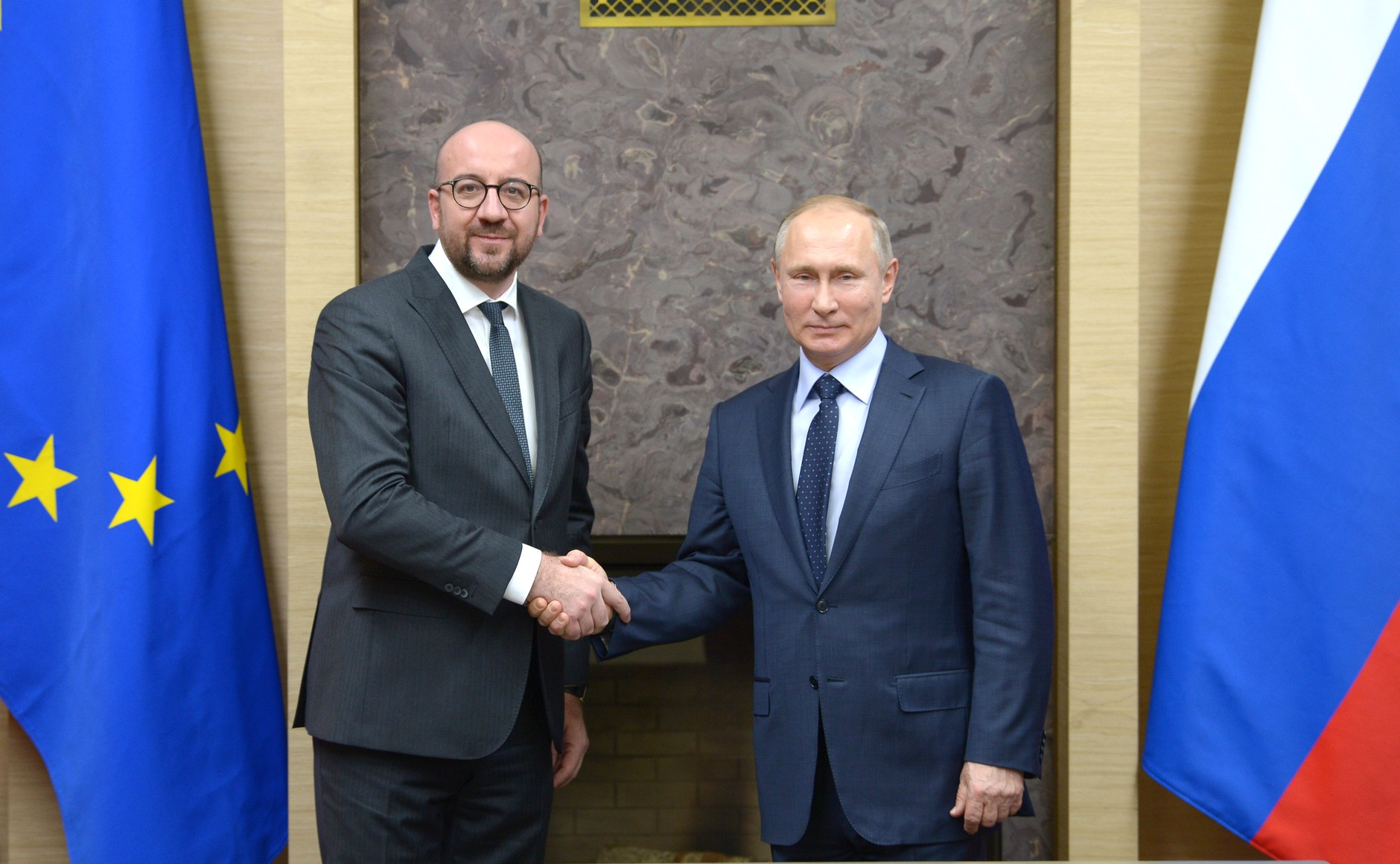
Charles Michel s ruským prezidentem Vladimirem Putinem, 2018

Vzhledem k tomu, že se reformisté stali jedinými zástupci frankofonních zájmů v koalici, přiřkl belgický tisk vládě nálepku „kamikadze koalice“. Reformní hnutí si tak vstupem do kabinetu zahrávalo s „politickou sebevraždou“ z možné ztráty přízně svých voličů. Belgický král Filip jej jmenoval předsedou vlády 11. října 2014. Následně se úřadů ujali i nově jmenovaní členové Michelova kabinetu.
V prosinci 2018 se čtyřčlenná vládní koalice rozpadla. Po odmítnutí migračního paktu OSN ji opustila Nová vlámská aliance. Michel tak sestavil druhý kabinet menšinového charakteru na půdorysu tří zbylých subjektů Křesťanskodemokratické a vlámské strany, Open VLD a Reformního hnutí, jenž zemi dovedl ke květnovým parlamentním volbám 2019. Vláda zůstala úřadovat i po parlamentních volbách s dočasným, přechodným mandátem, do zformování nového kabinetu vzešlého z voleb. Na začátku července 2019 byl Michel zvolen předsedou Evropské rady, s nástupem do úřadu v prosinci téhož roku. Na post předsedy vlády rezignoval v říjnu 2019. Premiérské funkce se ujala stranická kolegyně a členka jeho dvou vlád Sophie Wilmèsová.